# فرودگاه اسکای‌هاربر
فرودگاه اسکای‌هاربر (به انگلیسی: Skyharbor Airport) یک فرودگاه همگانی است که یک باند فرود چمن دارد و طول باند آن ۷۶۲ متر است. این فرودگاه در کشور ایالات متحده آمریکا قرار دارد و در ارتفاع ۳۸ متری از سطح دریا واقع شده است.